# Spiggengrund

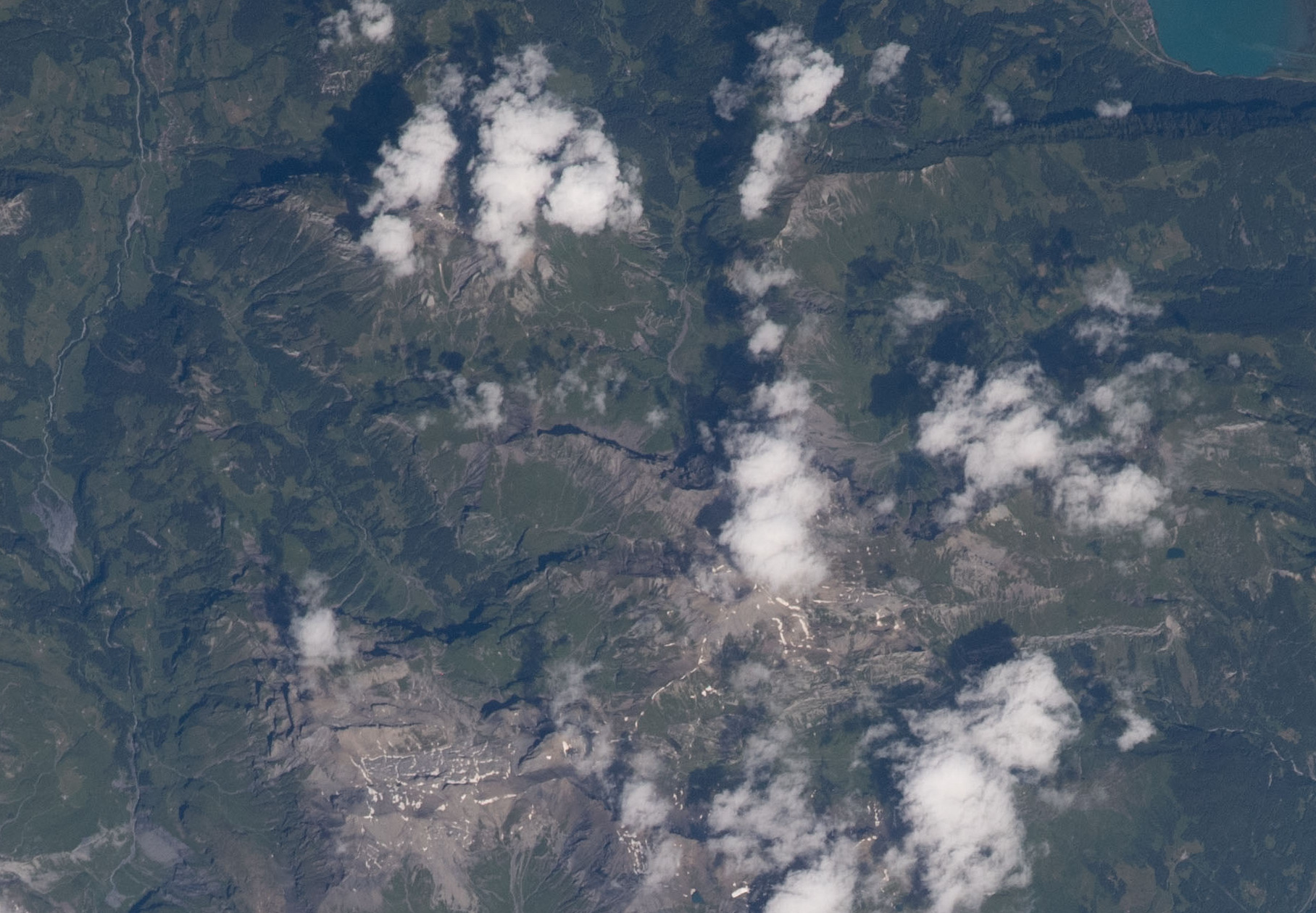
Der Spiggegrund von oben aus der Internationalen Raumstation gesehen, mittig unter der Wolke Schwalmere

Spiggengrund ist der Name des oberen Tals des Spiggenbachs im bernerischen Frutigland. Das rechte Seitental des Kientals fällt von Ost, da es von Drettenhorn und Schwalmern nach Norden, von  Kilchfluh und Andrist nach Süden begrenzt wird, flach in Richtung Westen ab und verengt sich schließlich zwischen den Ausläufern des Abendbergs auf der linken und des Dreispitzes auf der rechten Seite zu einem Tobel. 
Am Südhang liegen die Alpen Steinwängen, Margofel, Schwand und die Alt Weid, auf der Nordseite die Underburg und Schindlere; ganz im Osten und etwas höher liegen Glütsch und Hohkien. Vom untern Spiggengrunde aus führen Alpwege über die Egg zwischen Dreispitz und Schwalmern ins Suldtal und übers Joch zwischen Abendberg und dem Zahmen Andrist ins Kiental. Von Hohkien aus gelangt man über den Chilchfluepass ins Soustal oder weiter südlich über den Roten Herd ins Sefinental.